# Ann Feldreich
Ann Feldreich (Stoccolma, 13 giugno 1958) è un'ex cestista svedese.

## Carriera
Con la Svezia ha disputato i Campionati europei del 1978.